# Tafalla (Gerichtsbezirk)
Der Gerichtsbezirk Tafalla ist einer der fünf Gerichtsbezirke in der autonomen Gemeinschaft Navarra.
Der Bezirk umfasst 27 Gemeinden auf einer Fläche von 1.387,40 km² mit dem Hauptquartier in Tafalla.

## Gemeinden
| Gemeinde               | Einwohner (2024) | Fläche km² | Dichte Einw./km² | Cod INE | Postleitzahl |
| ---------------------- | ---------------- | ---------- | ---------------- | ------- | ------------ |
| Artajona               | 1.774            | 67,14      | 26               | 31038   | 31140        |
| Barásoain              | 594              | 13,94      | 43               | 31045   | 31395        |
| Beire                  | 288              | 22,25      | 13               | 31051   | 31393        |
| Berbinzana             | 674              | 12,98      | 52               | 31053   | 31252        |
| Caparroso              | 2.861            | 80,80      | 35               | 31065   | 31380        |
| Falces                 | 2.353            | 114,89     | 20               | 31104   | 31370        |
| Funes                  | 2.558            | 52,97      | 48               | 31107   | 31360        |
| Garínoain              | 526              | 10,52      | 50               | 31114   | 31395        |
| Larraga                | 2.133            | 77,10      | 28               | 31142   | 31251        |
| Leoz/Leotz             | 210              | 95,50      | 2                | 31150   | 31395        |
| Marcilla               | 2.921            | 21,88      | 134              | 31163   | 31340        |
| Mendigorría            | 1.218            | 39,43      | 31               | 31167   | 31150        |
| Milagro                | 3.639            | 28,34      | 128              | 31169   | 31320        |
| Miranda de Arga        | 903              | 59,79      | 15               | 31171   | 31253        |
| Murillo el Cuende      | 712              | 58,72      | 12               | 31178   | 31391        |
| Murillo el Fruto       | 664              | 33,79      | 20               | 31179   | 31313        |
| Olite/Erriberri        | 4.087            | 84,16      | 49               | 31191   | 31390        |
| Olóriz/Oloritz         | 215              | 40,72      | 5                | 31192   | 31396        |
| Orísoain               | 72               | 7,20       | 10               | 31197   | 31395        |
| Peralta/Azkoien        | 6.003            | 88,57      | 68               | 31202   | 31350        |
| Pitillas               | 1.758            | 42,38      | 41               | 31205   | 31392        |
| Pueyo/Puiu             | 361              | 21,04      | 17               | 31207   | 31394        |
| San Martín de Unx      | 364              | 50,17      | 7                | 31217   | 31495        |
| Santacara              | 858              | 33,96      | 25               | 31220   | 31314        |
| Tafalla                | 10.778           | 98,08      | 110              | 31227   | 31300        |
| Ujué/Uxue              | 172              | 112,12     | 2                | 31235   | 31496        |
| Unzué/Untzue           | 165              | 18,88      | 9                | 31238   | 31396        |
| Gerichtsbezirk Tafalla | 47.632           | 1.387,40   | 34               | –       | –            |

Auf dem Gebiet des Gerichtsbezirk befinden sich noch die folgenden zwei gemeindefreien Gebiete (Comunidades) auf einer Gesamtfläche von 0,08 km²:
| Comunidad    | Fläche   |
| ------------ | -------- |
| Facería 106: | 0,05 km² |
| Facería 107: | 0,03 km² |